# Эстевес, Антонио
Антонио Эсте́вес Апо́нте (исп.  Antonio Estévez Aponte; 3 января 1916, Калабосо, штат Гуарико — 26 ноября 1988, Каракас) — венесуэльский композитор, дирижёр, музыкальный организатор, педагог.

## Биография
В двадцатых годах учился музыке в Каракасе и Калабосо, играл в городском оркестре. В 1930 году снова приехал в столицу, учился в Школе музыки и декламации (кларнет). Играл в Военном оркестре Каракаса и Симфоническом оркестре Венесуэлы (гобой). Окончил школу по классу гобоя (1942) и композиции (1944). В 1943 году организовал хор «Орфеон» в Центральном университете Венесуэлы. По стипендии продолжил музыкальное образование в США и Европе (1945—1948).
В поездках в Лондон (1961) и Париж (1963) развивал свой музыкальный язык. В Париже познакомился с венесуэльским художником-авангардистом Хесусом Сото, сотрудничал на радио с пионером электронной музыки Пьером Шеффером, начал экспериментировать с электроникой.
При поддержке Национального центра Симона Боливара основал в 1971 Институт музыкальной фонологии и руководил им до 1979.

## Избранные сочинения
- Rocío (1938)
- El Jazminero estrellado (1938)
- Концерт для оркестра
- Cantata Criolla (1954)
- Melodía en el llano
- Cromovibrafonía (1966, в соавторстве с Хесусом Сото)
- Cromovibrafonía múltiple для мультимедиа (1972, в соавторстве с Хесусом Сото)

## Признание
Национальная музыкальная премия (1949, 1981), премия года за симфоническую музыку (1954). Звание почётного доктора Андского университета Венесуэлы (1987).